# الوحيش (النادرة)

تعديل مصدري - تعديل

الوحيش هي إحدى قرى عزلة الفجرة بمديرية النادرة التابعة لمحافظة إب، بلغ تعداد سكانها 103 نسمة حسب تعداد اليمن لعام 2004.